# Rajd Warszawski 1974
12. Międzynarodowy Rajd Warszawski "Polskiego Fiata" – 12. edycja Rajdu Warszawskiego. Był to rajd samochodowy rozgrywany od 15 do 16 listopada 1974 roku. Była to piąta runda Rajdowych Samochodowych Mistrzostw Polski w roku 1974. Rajd składał się z szesnastu odcinków specjalnych, (cztery z nich zostały odwołane), jednej próby szybkości górskiej i jednej próby wyścigowej. Został rozegrany na nawierzchni asfaltowej. Zwycięzcą rajdu został Horst Rausch.

## Wyniki końcowe rajdu[1][2]
| Miejsce | Kierowca              | Pilot                | Samochód              | Czas      | Strata  | Grupa Klasa |
| ------- | --------------------- | -------------------- | --------------------- | --------- | ------- | ----------- |
| 1       | Horst Rausch          | Jerzy Sypniewski     | BMW 2002 Turbo        | 1:50:40.5 | -       | II/9-13     |
| 2       | Jochi Kleint          | Gunther Dederichs    | Ford Capri RS         | 1:50:51.3 | +10.8   | II/9-13     |
| 3       | Lelio Lattari         | Marek Szramowski     | Alfa Romeo 2000 GTV   | 1:52:15.1 | +1:34.6 | I/9-13      |
| 4       | Marek Varisella       | Stanisław Brzozowski | Polski Fiat 125p 1500 | 1:54:01.0 | +3:20.5 | II/8        |
| 5       | Henryk Mandera        | Maciej Wisławski     | Wartburg 353          | 1:58:08.4 | +7:27.9 | II/5-6      |
| 6       | Wacław Janowski       | Henryk Krakowczyk    | Wartburg 353          | 1:58:50.8 | +8:10.3 | II/5-6      |
| 7       | Marian Bieńi          | Andrzej Turczyński   | Polski Fiat 125p 1500 | 1:59:00.6 | +8:20.1 | II/8        |
| 8       | Bengt Lundstrom       | Fergus Sager         | Toyota Celica GT      | 1:59:18,1 |         | II/8        |
| 9       | Henryk Ziemski        | Wiesław Grabarczyk   | BMW 2002 Ti           | 2:02:04,1 |         | I/9-13      |
| 10      | Maciej Stawowiak      | Jan Czyżyk           | Polski Fiat 125p 1500 | 2:02:37,9 |         | II/8        |
| 11      | Włodzimierz Markowski | Andrzej Martynkin    | Polski Fiat 125p 1500 | 2:03:03,3 |         | I/8         |

1. 1 2 3  Nieliczony w klasyfikacji RSMP